# Thomas McDonell
Thomas Hunter Campbell McDonell (Manhattan, Nueva York; 2 de mayo de 1986) es un actor, músico, artista y fotógrafo estadounidense, conocido por interpretar a Jesse Ritchter en la película Prom y Finn Collins en la serie de The CW, The 100.

## Primeros años
McDonnell nació y fue criado en Manhattan, Nueva York, hijo de Joan, escritora de ascendencia judía, y Terry McDonell, editor de la revista Sports Illustrated. Además tiene un hermano llamado Nick, que es escritor. Asistió a un internado en Andover (Massachusetts). Se graduó de la Universidad de Nueva York.

## Carrera

### Actuación
En 2008 McDonell debutó ante las cámaras, en la película de acción protagonizada por Jackie Chan y Jet Li, El reino prohibido, donde interpretó a un joven delincuente llamado Southie. En 2010 participó en la película Twelve, bajo la dirección de Joel Schumacher y protagonizada por Chace Crawford, la cual está basada en la novela de su hermano Nick McDonell. Ese mismo año se le pudo ver en el programa de televisión Law & Order como Eddie Boyle. En 2011 realizó su primer rol protagónico junto a Aimee Teegarden en la película dirigida por Joe Nussbaum, Prom, de Walt Disney Pictures. Apareció en el capítulo seis de Made in Hollywood como invitado. En 2012 apareció en dos proyectos: Fun Size como Aaron Riley junto a Victoria Justice y en Sombras tenebrosas de Tim Burton en el que interpretó al joven Barnabas Collins, papel interpretado por Johnny Depp, sin embargo sus escenas no aparecen en la película. También este año apareció como invitado en cuatro episodios de la serie Suburgatory como Scott Strauss, novio de Tessa.
En 2014 llega su papel más reconocido, coprotagonizando la serie de The CW The 100 junto a actores como Eliza Taylor durante sus dos primeras temporadas, dando vida al personaje de Finn Collins.

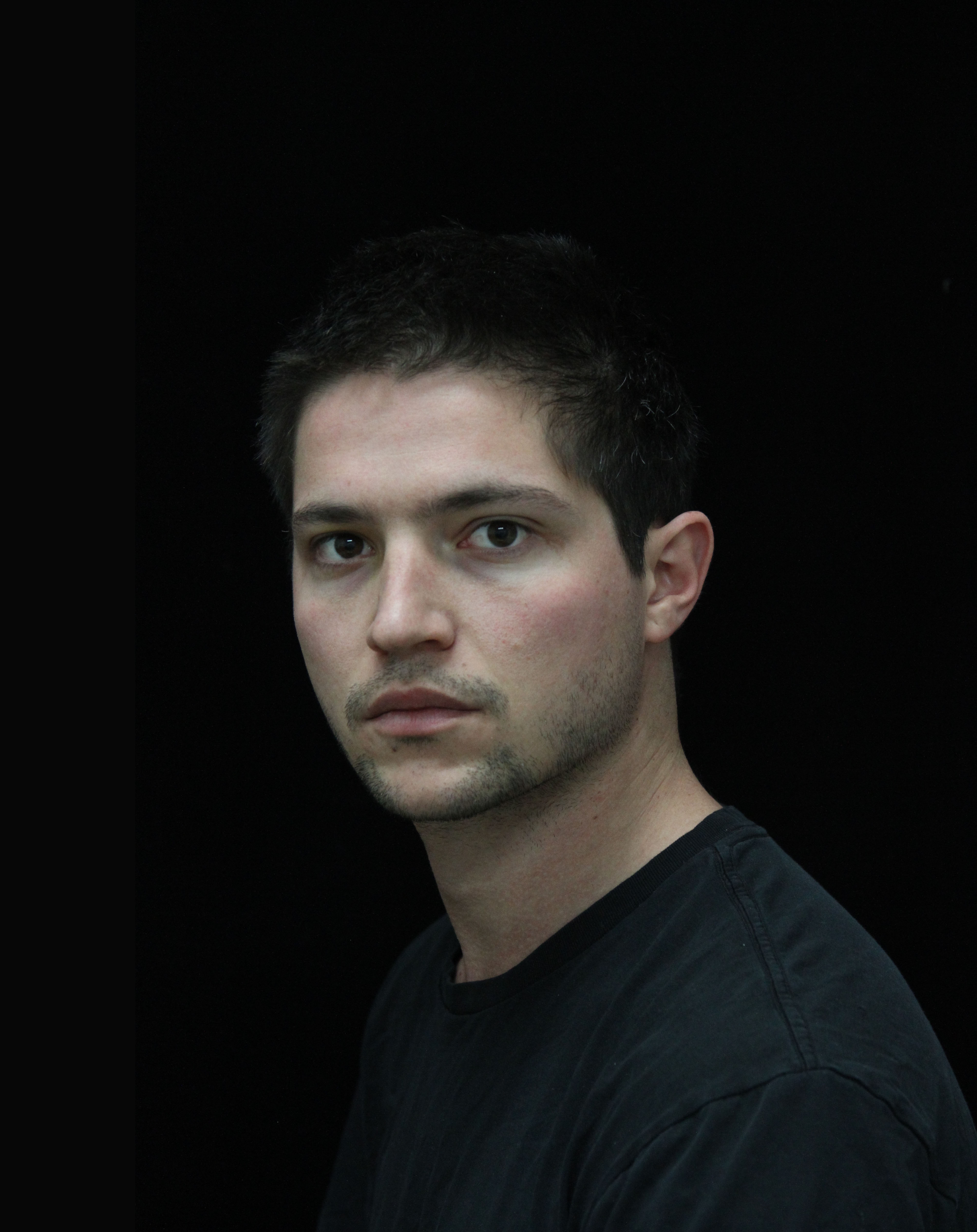
McDonell en 2017

### Música y arte
Thomas McDonell es el vocalista y guitarrista de la banda neoyorquina Moon Una de las canciones de la banda, "Time Stand ", forma parte de la banda sonora de la película Prom.
Como artista visual, McDonell ha exhibido sus trabajos internacionalmente y ha formado parte de numerosas exhibiciones incluyendo una en un túnel en el Southwest Museum en Los Ángeles, un espectáculo de arte en vídeo en Best Buy, Nueva York, y una exhibición de pinturas monocromas en el complejo teatral ArcLight Hollywood.
Sus fotografías y editoriales conceptuales han sido publicadas en revistas como Marfa Journal, Buffalo Zine, Teen Vogue, y F Magazine.

## Filmografía

### Cine
| Año  | Título                                                   | Papel                    | Notas              |
| ---- | -------------------------------------------------------- | ------------------------ | ------------------ |
| 2008 | El reino prohibido                                       | Southie (joven)          |                    |
| 2010 | Twelve                                                   |                          |                    |
| 2011 | Prom                                                     | Jesse Ritcher            |                    |
| 2012 | Sombras tenebrosas                                       | Barnabas Collins (joven) | Escenas eliminadas |
| 2012 | Fun Size                                                 | Aaron Riley              |                    |
| 2014 | Life After Beth                                          | Dan                      | Escenas eliminadas |
| 2014 | The Devil's Hand                                         | Trevor                   |                    |
| 2014 | I'm Obsessed With You (But You've Got to Leave Me Alone) | Freddie Diaz             |                    |
| 2014 | 10 Things I Hate About Life                              | Ben                      | Película cancelada |

### Televisión

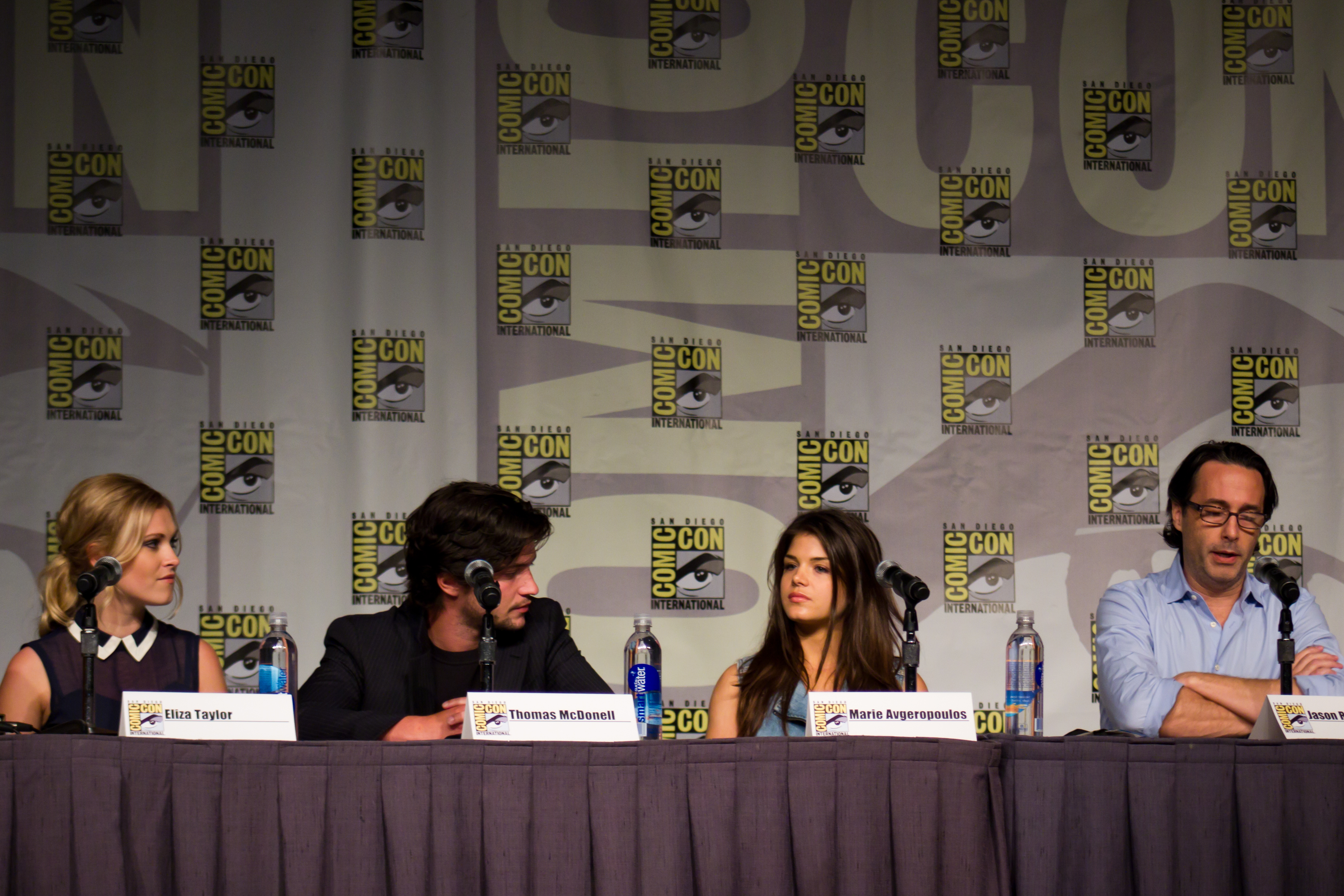
McDonell en la Comic-Con 2013 junto a compañeros de Los 100

| Año       | Título                       | Papel         | Notas                              |
| --------- | ---------------------------- | ------------- | ---------------------------------- |
| 2010      | Law & Order: Criminal Intent | Eddie Boyle   | 1 episodio                         |
| 2011      | Made in Hollywood            | Él mismo      | 1 episodio                         |
| 2012–2013 | Suburgatory                  | Scott Strauss | 4 episodios                        |
| 2014–2015 | The 100                      | Finn Collins  | Elenco principal (22 episodios)    |
| 2017      | The Long Road Home           | Carl Wild     | Personaje recurrente (8 episodios) |
| 2018      | LA to Vegas                  | Justin        | 1 episodio                         |
| 2018      | Good Girls                   | Brian         | 1 episodio                         |

### Videos musicales
| Año  | Título              | Artista          | Ref.   |
| ---- | ------------------- | ---------------- | ------ |
| 2011 | Your Surrender Prom | Neon Trees       | [ 18 ] |
| 2012 | This Kiss           | Carly Rae Jepsen | [ 19 ] |
| 2018 | Maybe               | Loren Kramar     | [ 20 ] |